# Рудольф Агрікола
Рудольф Агрікола (Релоф Гюйсман, 17 лютого 1444, Бафло, біля Гронінгену — 27 жовтня 1485, Гайдельберг) — представник раннього німецького гуманізму.

## Біографія
Рудольф Агрікола народився в Бафло, біля Гронінгену, вчився в Ерфурті, Кельні, у 1468—1479 роках жив в Італії.
З 1483 року викладав у Гайдельберзькому університеті.
Мав дуже різноманітні інтереси — філософія, мови (живі та мертві), займався музикою та живописом, багато викладав. Відомий не стільки своїми творами, а як лектор та поширювач ідей гуманізму.